# Miguel Olivares
Miguel Olivares (Panamá, Panamá, 3 de agosto de 1984) es un exfutbolista panameño. Jugó de lateral izquierdo. Participó en la Copa Mundial de Fútbol Juvenil de 2003 en los Emiratos Árabes Unidos.

### Participaciones en selección nacional
| Copa                     | Categoría | Sede                   | Resultado    | Partidos | Goles |
| ------------------------ | --------- | ---------------------- | ------------ | -------- | ----- |
| Campeonato Sub-20 2003   | Sub-20    | Panamá                 | Campeón      | 3        | 0     |
| Copa Mundial Sub-20 2003 | Sub-20    | Emiratos Árabes Unidos | Primera fase | 3        | 0     |

## Clubes
| Club             | País   | Año       |
| ---------------- | ------ | --------- |
| CD Árabe Unido   | Panamá | 2003-2004 |
| San Francisco FC | Panamá | 2005-2009 |
| CD Plaza Amador  | Panamá | 2010-2011 |
| Sporting SM      | Panamá | 2011-2015 |
| Río Abajo FC     | Panamá | 2015-2019 |

## Campeonatos nacionales
| Título                | Club                      | País   | Año  |
| --------------------- | ------------------------- | ------ | ---- |
| Anaprof Clausura 2004 | Árabe Unido               | Panamá | 2004 |
| Clausura 2005         | San Francisco Fútbol Club | Panamá | 2005 |
| Apertura 2006         | San Francisco Fútbol Club | Panamá | 2006 |
| Clausura 2007         | San Francisco Fútbol Club | Panamá | 2007 |
| Apertura 2008         | San Francisco Fútbol Club | Panamá | 2008 |
| Apertura 2009         | San Francisco Fútbol Club | Panamá | 2009 |
| Clausura 2013         | Sporting San Miguelito    | Panamá | 2013 |

- Datos: Q16607310